# Ахангаранцемент
АО «Ахангаранцемент» — одно из ведущих предприятий цементной промышленности в Узбекистане. С 2022 года входит в состав  холдинга Akkermann cement. Расположено в промзоне города Ахангаран Ташкентской области.
Предприятие производит цемент разных типов (высококачественный портландцемент, шлакпортландцемент), огнеупорный кирпич и другую продукцию. Мощность предприятия составляет 2,18 млн тонн цемента в год.

## История
В апреле 1957 года вышло постановление правительства[уточнить] о строительстве цементного завода в городе Ахангаран, в 1958 году стройка получила название Ахангаранский цементный завод. Работы по возведению объекта начались в январе 1959 года. 16 декабря 1961 года была запущена первая печь обжига и первая технологическая линия. Начальная производственная мощность предприятия составляла 450 тысяч тонн цемента в год.
В июле 1962 года начала работу вторая печь и вторая технологическая линия, позволившие удвоить объём продукции. Первой продукцией был портландцемент марки 400. С вводом второй технологической линии закончилось возведение первой очереди завода. В октябре 1963 года была введена в строй третья, а в декабре 1967 года — четвертая технологическая линия.. В 1967 году, с пуском последней, четвёртой, линии проектная мощность завода возросла до 1 736 000 тонн цемента в год.
В 1963—1965 годах было запущено 6 технологических линий по производству шифера, общей мощностью 170 миллионов условных шиферных листов в год.
С 1970 года — комбинат, в 1980-м преобразован в производственное объединение, в 1994-м — в открытое акционерное общество.

## Современность
В 2017 году акционерное общество произвело 1 млн 875 тысяч тонн цемента
В состав АО «Ахангаранцемент» входил Комбинат строительных материалов и конструкций, расположенный в Сергелийском районе города Ташкента. Комбинат основан в августе 2006 года, проектная мощность составляет около 40 000 м³ железобетонной продукции. Комбинат производил товарный бетон, строительный раствор и железобетонные конструкции в широком ассортименте.
В 2017 году предприятие запустило новый завод по производству огнеупорного кирпича мощностью 3,5 тыс. тонн кирпича в год.
В 2018 году на площадке «Ахангаранцемент» заложено основание нового цементного завода мощностью 3 млн тонн в год, который будет производить цемент сухим способом.
«Ахангаранцемент» является одним из крупнейших заводов республики по производству цемента.
Предприятие входит в двадцатку крупнейших налогоплательщиков Республики Узбекистан.

## Санкции
12 апреля 2023 года, на фоне вторжения России на Украину, холдинг USM и «Ахангаранцемент» были включены в санкционные списки США и Великобритании как компании связанные с Алишером Усмановым, который попал под санкции США, Евросоюза, Великобритании и ряда других стран после нападения России на Украину как «ответственный за финансирование агрессии».

## Виды цементов, выпускаемых предприятием
По ГОСТ 31108-2003:
- ЦЕМ II/А-К (З-Г) 32,5Н — композиционный портландцемент с минеральными добавками до 20 %, класса 32,5, нормальнотвердеющий;
- ЦЕМ IV/А- 32,5Н — пуццолановый цемент с минеральными добавками свыше 21 % и не более 35 %, класса 32,5, нормальнотвердеющий

По ГОСТ 10178-85:
- ПЦ 500-Д0-Н — портландцемент марки 500 без минеральных добавок;
- ПЦ 400-Д0-Н — портландцемент марки 400 без минеральных добавок;
- ПЦ 400-Д20 — портландцемент марки 400 с активными минеральными добавками свыше 5 % до 20 %;
- ШПЦ 400 — шлакопортландцемнт марки 400 с активными минеральными добавками свыше 20 % до 80 %.

По ГОСТ 22266-94:
- ППЦ 400 — пуццолановый портландцемент марки 400 с содержанием добавок свыше 20 % и не более 40 %.
- ССПЦ 400-Д20 — сульфатостойкий портландцемент марки 400 с минеральными добавками свыше 6 % и не более 20 %;

По Ơz DSt 913-98:
- ПЦА — портландцемент для производства асбестоцементных изделий.